# Frutak
Frutak este un sat din comuna Danilovgrad, Muntenegru. Conform datelor de la recensământul din 2003, localitatea are 116 locuitori (la recensământul din 1991 erau 186 de locuitori).

## Demografie
În satul Frutak locuiesc 100 de persoane adulte, iar vârsta medie a populației este de 46,3 de ani (43,9 la bărbați și 49,4 la femei). În localitate sunt 45 de gospodării, iar numărul mediu de membri în gospodărie este de 2,58.
|  |

| Demografie | Demografie | Demografie |
| An         | Locuitori  | Locuitori  |
| ---------- | ---------- | ---------- |
|            |            |            |
|            |            |            |
|            |            |            |
|            |            |            |
| 1948       | 226        |            |
| 1953       | 219        |            |
| 1961       | 229        |            |
| 1971       | 194        |            |
| 1981       | 181        |            |
| 1991       | 186        | 184        |
| 2003       | 121        | 116        |

| \| Componența etnică conform recensământului din 2003[2] \| Componența etnică conform recensământului din 2003[2] \| Componența etnică conform recensământului din 2003[2] \| Componența etnică conform recensământului din 2003[2] \| Componența etnică conform recensământului din 2003[2] \| \| ----------------------------------------------------- \| ----------------------------------------------------- \| ----------------------------------------------------- \| ----------------------------------------------------- \| ----------------------------------------------------- \| \| \| \| \| \| \| \| Muntenegreni \| Muntenegreni \| \| 87 \| 75% \| \| Sârbi \| Sârbi \| \| 22 \| 18,96% \| \| Iugoslavi \| Iugoslavi \| \| 4 \| 3,44% \| \| necunoscută \| necunoscută \| \| 0 \| 0% \| |              |  |    |        |
| Componența etnică conform recensământului din 2003 |              |  |    |        |
| |              |  |    |        |
| Muntenegreni | Muntenegreni |  | 87 | 75%    |
| Sârbi | Sârbi        |  | 22 | 18,96% |
| Iugoslavi | Iugoslavi    |  | 4  | 3,44%  |
| necunoscută | necunoscută  |  | 0  | 0%     |